# الدوري التونسي لكرة اليد 1979–80
الدوري التونسي لكرة اليد 1979-1980 هو الدورة 25 من الدوري التونسي لكرة اليد للرجال. شارك فيها 20 فريقا.

فاز بهذا الموسم الترجي الرياضي التونسي، وجاء ثانيا الشبيبة الرياضية القيروانية.

## روابط خارجية
- الموقع الرسمي للجامعة التونسية لكرة اليد.